# ペドロ・ウラルデ
ペドロ・ウラルデ・エルナエス（Pedro Uralde Hernáez, 1958年3月2日 - ）は、スペイン・アラバ県ビトリア出身のサッカー選手。ポジションはFW。スペイン代表。

## 経歴

### クラブ
バスク地方のアラバ県ビトリアに生まれた。同じくバスク地方のギプスコア県にあるレアル・ソシエダの下部組織で育ち、1980年2月3日のアスレティック・ビルバオ戦でプリメーラ・ディビシオンデビューした。1980-81シーズンにはリーグ初得点を含む7得点を挙げ、クラブは初のリーグ優勝を果たした。この黄金期のレアル・ソシエダには、キーパーにルイス・アルコナーダ、ディフェンダーにアルベルト・ゴリス、ミッドフィールダーにペリコ・アロンソ、フォワードにヘスス・マリア・サトゥルステギなどがいた。1981-82シーズンにはチームトップの14得点を挙げ、クラブはリーグ2連覇を達成した。1982-83シーズンはスーペルコパ・デ・エスパーニャで優勝し、リーグ戦では10得点を挙げた。1985-86シーズンには自身4度目の二桁得点を挙げ、レアル・ソシエダではリーグ戦通算62得点を記録している。
1986-87シーズンは1シーズンだけアトレティコ・マドリードに在籍し、フリオ・サリーナスとロベルト・マリーナに次いでチーム3位の8得点を挙げた。1987年にはレアル・ソシエダのライバルクラブであるアスレティック・ビルバオに移籍。1987-88シーズンには自身最多・チームトップの15得点を挙げた。1988-89シーズンもチームトップの13得点を挙げた。1989-90シーズンは出場機会が減少し、チームトップタイではあるが6得点に終わった。
1990年にはセグンダ・ディビシオン（2部）のデポルティーボ・ラ・コルーニャに移籍し、1990-91シーズンには15得点を挙げてプリメーラ・ディビシオン昇格に貢献した。1991-92シーズンには8得点を記録しており、デポルティーボは17位でプリメーラ残留を果たしている。2シーズンでリーグ戦23得点を記録した後、34歳だった1992年に現役引退した。プリメーラ・ディビシオンでは5クラブで計369試合に出場して127得点を挙げた。ウラルデとの入れ替わりでジョゼ・ロベルト・ガマ・デ・オリベイラやマウロ・シルバなどが加入しており、1990年代半ば以降のデポルティーボは「スーペル・デポル」と呼ばれる黄金期を経験することとなる。

### スペイン代表
1982年4月28日、バレンシアで行われたスイス代表との親善試合でスペイン代表でデビューした。母国で開催された1982 FIFAワールドカップのメンバー入りも果たし、エスタディオ・サンティアゴ・ベルナベウで行われたグループリーグ第2戦のイングランド代表戦に23分間出場した。

## タイトル
- プリメーラ・ディビシオン (2) : 1980–81, 1981–82
- スーペルコパ・デ・エスパーニャ (1): 1982-83